# Tercer Grado
Tercer Grado es un programa mexicano de debate y análisis político y económico, producido actualmente por el área de noticias de N+, que se transmite los días miércoles a las 23:06 horas en el canal Las Estrellas.

## Etapas

### Primera Etapa (2006-2014)
El formato original era conducido por el Doctor Leopoldo Gómez, Vicepresidente de Noticieros Televisa como moderador, y contaba con las opiniones de los periodistas Joaquín López-Dóriga, Denise Maerker, Carlos Loret de Mola, Carlos Marín y Ciro Gómez Leyva, además de las participaciones especiales de Víctor Trujillo y Adela Micha.
El programa por lo general se dividía en tres segmentos, con tres diferentes temas. Los participantes daban sus puntos de vista desde la perspectiva periodística, analizando diferentes ángulos de los hechos que impactan a la opinión pública, muchas veces entrando en acaloradas discusiones, producto de los argumentos altamente controversiales de estos. Culminó transmisiones el 17 de diciembre de 2014, después de 8 años de transmisión.

### Segunda Etapa (2018)
El 1 de mayo de 2018, cuatro años después de haber concluido su ciclo, Televisa anunció el regreso de Tercer Grado en el marco de las Elecciones federales en México de 2018. La segunda temporada inició con emisiones especiales con los cinco candidatos a la Presidencia de México en el contexto del proceso electoral de 2018, para después continuar con su formato original de tres segmentos, con tres diferentes temas y una emisión especial con el presidente electo Andrés Manuel López Obrador. Posteriormente, fueron entrevistados, en ediciones especiales, cada uno de los candidatos a la Presidencia. Durante esta fase, Margarita Zavala, anunció su retiro de la competencia durante una emisión del programa.
Como en la etapa anterior, el programa fue moderado por Leopoldo Gómez con la participación de Denise Maerker, Carlos Loret de Mola y Joaquín López Dóriga. En sustitución de Carlos Marín y Ciro Gómez Leyva, se incorporaron los periodistas Raymundo Riva Palacio y René Delgado; así como el analista político Leo Zuckermann. La temporada concluyó el 3 de julio de 2019.

### Tercera Etapa (2019-2021)
El 4 de septiembre de 2019 dio inicio la tercera temporada del programa con un análisis sobre el primer informe de Gobierno del presidente Andrés Manuel López Obrador. En esta etapa, salen dos de sus panelistas originales: Joaquín López-Dóriga y Carlos Loret de Mola, quien días atrás había anunciado su salida de Televisa con la última emisión del programa Despierta...con Loret. En sustitución de ambos se incorporaron el politólogo Genaro Lozano y el periodista Sergio Sarmiento.
El programa ha contado con participaciones especiales de periodistas como Ana Francisca Vega y el escritor Héctor Aguilar Camín y en la edición del 18 de septiembre, se incorporó como analista invitada la periodista Gabriela Warkentin.
En agosto del 2021, Leopoldo Gómez se despidió del programa que dirigió por más de 15 años y confirmó que cede la estafeta al periodista René Delgado.  Agradeció a los presentes, quienes compartieron con él, antes y ahora, esta mesa de análisis.

### Cuarta Etapa (2021-2024)
La noche del miércoles 25 de agosto del 2021 dio inicio una nueva etapa del programa, desde la cual, con la salida de Leopoldo Gómez, René Delgado es el encargado de moderar las mesas de debate de cada miércoles. Como primer invitado se contó con la presencia de Lorenzo Córdova, entonces consejero presidente del Instituto Nacional Electoral.

### Quinta Etapa (2024-)
El 11 de septiembre de 2024 dio inicio una nueva etapa del programa. En esta etapa, salen dos de los periodistas que estuvieron en etapas anteriores: Sergio Sarmiento y Genaro Lozano, y se incorpora al elenco Viridiana Ríos, donde se inicia el debate con respecto a la Reforma al Poder Judicial a semanas de la toma de posesión de Claudia Sheinbaum como nueva presidenta de México.

## Elenco
| Leopoldo Gómez        | Moderador  | Moderador | Moderador |           |           |           |           |           |
| Denise Maerker        | Principal  | Principal | Principal | Principal | Principal |           |           |           |
| Joaquín López-Dóriga  | Principal  | Principal |           |           |           |           |           |           |
| Carlos Loret de Mola  | Principal  | Principal |           |           |           |           |           |           |
| Ciro Gómez Leyva      | Principal  |           |           |           |           |           |           |           |
| Carlos Marín          | Principal  |           |           |           |           |           |           |           |
| Adela Micha           | Recurrente |           |           |           |           |           |           |           |
| Víctor Trujillo       | Recurrente |           |           |           |           |           |           |           |
| René Delgado          |            | Principal | Principal | Moderador | Moderador |           |           |           |
| Raymundo Riva Palacio |            | Principal | Principal | Principal | Principal |           |           |           |
| Leo Zuckerman         |            | Principal | Principal | Principal | Principal |           |           |           |
| Sergio Sarmiento      |            |           | Principal | Principal |           |           |           |           |
| Genaro Lozano         |            |           | Principal | Principal |           |           |           |           |
| Viridiana Ríos        |            |           |           |           | Principal | Principal | Principal | Principal |